# St. Alexandri (Luttringhausen)

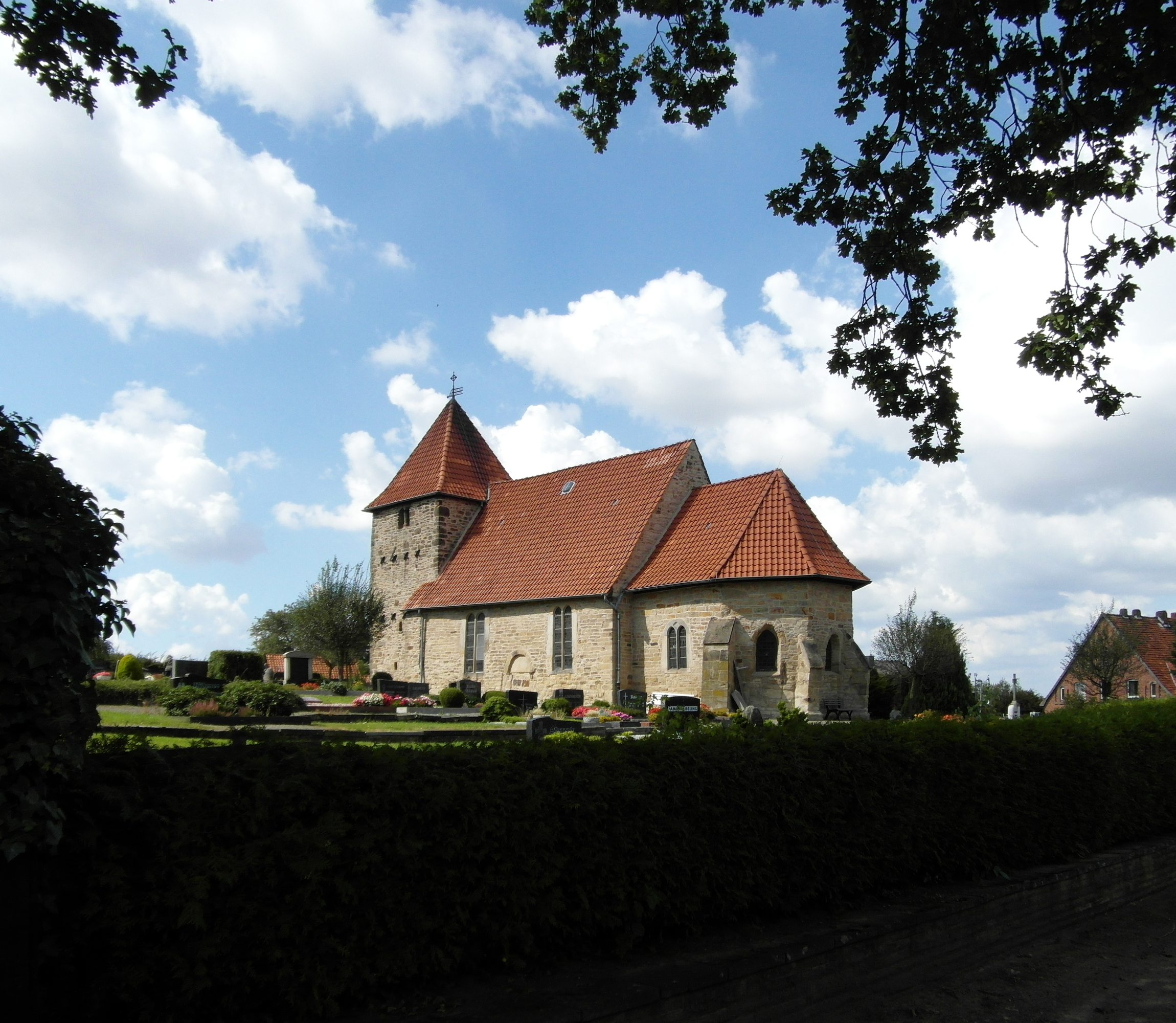
St. Alexandri

Die evangelisch-lutherische Kirche St. Alexandri steht, vom Kirchfriedhof umgeben, in der Ortslage Luttringhausen von Bantorf, einem Stadtteil von Barsinghausen am Rande der Region Hannover in Niedersachsen. Die Kirche steht unter Denkmalschutz. Die Kirchengemeinde gehört zum Kirchenkreis Ronnenberg im Sprengel Hannover der Evangelisch-lutherischen Landeskirche Hannovers.

## Beschreibung
Die kleine im Wesentlichen aus dem 16. Jahrhundert stammende Saalkirche aus Bruchsteinen steht auf den Gründung eines Vorgängerbaus aus dem 12. Jahrhundert. Sie hat ein Langhaus, einen gedrungenen, quadratischen, mit einem Pyramidendach bedeckten Kirchturm im Westen und einen eingezogenen Chor mit einem dreiseitigen Abschluss im Osten. Das Bauwerk stammt in Teilen aus der 2. Hälfte des 12. Jahrhunderts. Die beiden vermauerten rundbogigen Portale sind auch aus dieser Zeit. Im 13. Jahrhundert wurde die Kirche erweitert und die Strebepfeiler am Chor angefügt sowie gekuppelte Lanzettfenster eingelassen. Das Langhaus ist mit einer Holzbalkendecke überspannt. Zum gratgewölbten Chor ist es durch einen Chorbogen geöffnet, dessen Kämpfer durch einen romanischen Würfelfries geschmückt sind. Die Empore ist L-förmig. 
Die hölzerne Kanzel wurde 1692 gebaut. Das achteckige Taufbecken ist vom Ende des 13. Jahrhunderts. Die Orgel mit zwölf Registern, verteilt auf zwei Manuale und ein Pedal, wurde 1872 von Philipp Furtwängler & Söhne gebaut und 1999 von Jörg Bente restauriert.